# Marcialla
Marcialla è una frazione dei comuni di Certaldo e di Barberino Tavarnelle. Si tratta di un borgo situato su un colle che fa da spartiacque tra la Val d'Elsa e la Val di Pesa.

## Storia
Lo sviluppo del borgo fu determinato dall'essere inizialmente il mercatale del castello di Pogni, di cui permangono i resti a breve distanza della piazza principale, ma dopo la sua distruzione nel 1181 fu anche comune autonomo ma sempre sotto il dominio di Firenze. Mantenne sempre una notevole importanza strategica proprio perché permetteva di controllare le due valli. Marcialla viene citata in una mappa della Val d'Elsa realizzata da Leonardo da Vinci e oggi conservata nella Biblioteca Reale di Windsor.

## Luoghi d'interesse

### Edifici religiosi
- Chiesa di San Lorenzo a Vigliano

Di origine romanica a un impianto ad unica navata conclusa con un'abside. Ampliata nel 1928.
- Chiesa di Santa Maria

Risale al XII secolo, è stata praticamente ricostruita nel XVI secolo, ospita al suo interno alcune interessanti opere d'arte.

### Palazzi
- Palazzo Bargagli Stoffi

Situato nella parte occidentale della piazza principale di Marcialla lambisce le dolci colline chiantigiane risaltando subito agli occhi per la particolare e caratteristica torretta che sorge sulla sua sommità.
Centro nevralgico per secoli della vita marciallina ha subito una lenta metamorfosi che lo ha visto trasformarsi da fattoria a dimora rustica dei marchesi Bargagli Stoffi.
- Villa Capponi

Dal 1800 di proprietà della Famiglia Giannozzi, sorge sulla piazza principale di Marcialla e si presenta come una sorta di villa urbana, dall'aspetto settecentesco. Al suo interno è presente una bella sala a volta con mattoni disposti a coltello. Attualmente ospita un Bed & Breakfast.

### Teatri
- Teatro Regina Margherita

## Sport

### Ciclismo
A Marcialla si svolge ogni anno il Trofeo Matteotti, classica nazionale di ciclismo riservata alla categoria dilettanti Elite e Under-23. La prima edizione della corsa, risalente al 1952, vide la vittoria del futuro "Leone del Mugello" Gastone Nencini; negli anni seguenti si imposero anche ciclisti poi affermatisi nel professionismo come Riccardo Magrini (1975), Rolf Sørensen (1985), Andrea Chiurato (1988), Luca Scinto (1993) e Sacha Modolo (2008). Il percorso della prova, lungo normalmente circa 150 km, attraversa i comuni di Barberino Tavarnelle, San Casciano in Val di Pesa, Montespertoli, Certaldo e Poggibonsi; l'organizzazione è in carico alla Polisportiva AICS Firenze con il contributo del comune di Barberino Tavarnelle.